# إل فرانكو
بلدية إل فرانكو (بالإسبانية: El Franco) هي بلدية تقع في منطقة أستورياس شمال غرب إسبانيا.

## الديموغرافيا
بلغ عدد سكان بلدية إل فرانكو 3.981 نسمة عام 2011 (وفقاً للمعهد الوطني للإحصاء الإسباني).
| 4.193 | 4.170 | 4.162 | 4.101 | 4.015 | 4.073 | 3.981 |